# Liste der Bodendenkmale in Gifhorn
In der Liste der Bodendenkmale in Gifhorn sind alle Bodendenkmale der niedersächsischen Gemeinde Gifhorn aufgelistet. Die Quelle ist der Denkmalatlas Niedersachsen. 
Der Stand der Liste ist der 20. November 2024.
Allgemein

Gifhorn im Landkreis Gifhorn

In den Spalten finden sich folgende Informationen des Bodendenkmales:
Lagegeographische Koordinaten
BezeichnungBezeichnung lt. Denkmalatlas
BeschreibungBeschreibung lt. Denkmalatlas
IDObjekt-ID
BildBild, ggf. zusätzlich mit Link zu weiteren Fotos im Medienarchiv Wikimedia Commons.

## Gamsen
| Lage                         | Bezeichnung         | Beschreibung                                   | ID       | Bild |
| ---------------------------- | ------------------- | ---------------------------------------------- | -------- | ---- |
| 52° 31′ 52″ N, 10° 31′ 28″ O | Gamsen 7, Grabhügel | Durchmesser ca. 10 m und Höhe ca. 0,7 m, rund. | 28941849 | BW   |

## Gifhorn
| Lage                         | Bezeichnung     | Beschreibung | ID       | Bild           |
| ---------------------------- | --------------- | --- | -------- | -------------- |
| 52° 29′ 46″ N, 10° 36′ 33″ O | Gifhorn 6, Burg | Bei der Sassenburg handelt es sich um eine kreisrunde Ringwallanlage mit vorgelagertem Graben. Der Durchmesser der Anlage beträgt rund 65 m. Aufgrund neuzeitlicher Bodeneingriffe und des dichten Bewuchses sind Wall und Graben mit bloßem Auge kaum zu erkennen. Um 1900 waren die Strukturen der Anlage jedoch noch besser zu erkennen, wie ein Plan des bekannten Burgenforschers C. Schuchhardt zeigt. Die Sassenburg erscheint nicht in den Schriftquellen, daher können keine genauen Aussagen über ihre Erbauer oder Datierung gemacht werden. Vergleichbare Befestigungen wurden jedoch vor allem im ausgehenden Frühmittelalter (9. bis 11. Jahrhundert) errichtet. | 28941848 | Weitere Bilder |
| 52° 29′ 22″ N, 10° 32′ 50″ O | Gifhorn 8, Burg | Schloss Gifhorn liegt auf einer Fläche von ca. 120 × 110 m, die von einem bis zu 47 m breiten wasserführenden Graben umgeben ist und heute je einen Zugang im Norden und im Süden hat. Die Gebäude des jetzigen Schlosses wurden nach der 1519 erfolgten Zerstörung der Vorgänger-Burg erbaut. Das Schloss wird mit den Gräben auch im Verzeichnis der Bau- und Kunstdenkmale geführt. | 28942344 | Weitere Bilder |